# Цизгари
Цизгари (дарг. ЦӀизгъари) — село Дахадаевского района Дагестана. Административный центр Цизгаринский сельсовет.

## География
Село находится на высоте 1388 м над уровнем моря. Ближайшие населённые пункты — Уркарах, Бускри, Меусиша, Мугри, Канасираги, Цураи, Шадни, Викри, Гунакари, Калкни.

## Население
| 1888 | 1895 | 1926 | 1939 | 1970 | 1989 | 2002 |
| ---- | ---- | ---- | ---- | ---- | ---- | ---- |
| 381  | ↘350 | ↘231 | ↗315 | ↗373 | ↘243 | ↗356 |
| 2010 | 2021 |      |      |      |      |      |
| ↘353 | ↗384 |      |      |      |      |      |

## История
Русский путешественник Владимир Вилльер де Лиль-Адам, посетив село в 1873 году, писал, что «в Цизгари много двух, даже трех-этажных сакел; плотно выстроенная из камня, с толстыми стенами, с крытым каменным подъездом, на широких, сложенных из камня-же , четвероугольных столбах и с весьма маленькими окнами, каждая сакля походит на миниатюрную крепость. Между Цизгари и следующимъ аулом, Шадни, населенным казикумухцами, лесу нет, но пастбища богаты. Дорога буквально состоит только из подъемов и спусков».
20 семей (примерно 98 человек) села были переселены в село Морское в плановом порядке в 1985 году.